# Orust
Orust è un'isola della Svezia, situata vicino alla costa nella contea Bohuslän, nel Västra Götalands län.

## Geografia
È la terza isola della Svezia in ordine di grandezza, preceduta da Gotland e Öland. La sua costa è contornata di molti piccoli fiordi, sia sul lato che dà sulla terraferma che a sud, dove confina con Tjörn.